# Francisco de Sá Lessa
Francisco de Sá Lessa (Diamantina, 20 de maio de 1887 — , 1977) foi um político brasileiro.
Formou-se em engenharia civil pela Escola Politécnica do Rio de Janeiro. Foi presidente da Cia. Vale do Rio Doce, de 1952 a 1962.
Em dezembro de 1955 foi nomeado prefeito do então Distrito Federal por Nereu Ramos, vice-presidente do Senado em exercício na presidência da República (novembro de 1955 a janeiro de 1956). Foi substituído em março de 1956 pelo embaixador Negrão de Lima.
Em sua administração foram aprovados os projetos de abertura dos túneis Barata Ribeiro – Raul Pompeia, Toneleros – Pompeu Loureiro, e Sá Ferreira – Nascimento Silva; os dois primeiros posteriormente construídos. Outro projeto importante deste período foi o da abertura do Elevado da Perimetral.